# Samuel Kahanamoku
Samuel Alapai Kahanamoku (Honolulu, 4 novembre 1902 – Honolulu, 26 aprile 1966) è stato un nuotatore statunitense.
Specializzato nello stile libero ha vinto la medaglia di bronzo nei 100m alle Olimpiadi di Parigi 1924.
Era il fratello minore di Duke Kahanamoku.

## Palmarès
- Olimpiadi
  - Parigi 1924: bronzo nei 100m sl.